# Mecodema genesispotini
Mecodema genesispotini es una especie de escarabajo del género Mecodema, familia Carabidae. Fue descrita científicamente por Seldon & Buckley en 2019.
Esta especie se encuentra en Nueva Zelanda.
Tiene una longitud de 26,6 a 32 mm, un ancho pronotal de 7,3 a 9,1 mm y un ancho de élitros de 8,4 a 10,3 mm. El color de la cabeza y pronoto varía de mate a negro brillante, abdomen y élitros varían de marrón rojizo oscuro a negro; coxa y patas son de marrón rojizo oscuro.